# Laurent Seyer
 (octobre 2022).
Œuvres principales
2018 : Les poteaux étaient carrés, Editions Finitude 

2020 : Ne plus jamais marcher seuls, Editions Finitude 

2022 : D’étranges hauteurs, Editions Finitude 

2024 : Je n'ai pas les mots, Éditions Finitude
Laurent Seyer, né en février 1965 à Montreuil, est un romancier français.

## Biographie
Laurent Seyer est né le 16 février 1965 à Montreuil. Dernier d’une fratrie de quatre enfants (un frère et deux sœurs), Laurent Seyer a été élevé en banlieue parisienne par sa mère après le décès de son père en 1970. De son paternel, il sait seulement qu’il fut résistant, engagé d’abord à Manosque, puis dans le Maquis de l’Oisans, où il a été blessé et amputé d’une jambe en août 1944.
Laurent Seyer suit sa scolarité à l’école Notre-Dame de la Providence à Vincennes, puis comme pensionnaire à Juilly. Les deux passions de son enfance et de son adolescence sont le football et la littérature. Après une année d'hypokhâgne, il obtient le diplôme de l’Institut d’études Politiques de Paris en 1986 où il croise Alexandre Jardin et Frédéric Beigbeder. Il fréquente davantage l’équipe de football de Sciences Po que ses futures gloires littéraires.
Après avoir raté l’ENA, il entre à la Société Générale où il restera vingt-quatre ans, jusqu’à devenir pendant six ans directeur général de la filiale de gestion de fonds Lyxor,. Après un court passage chez AXA Investment Managers,, il rejoint la direction de la société américaine MSCI où il travaille pendant cinq ans,. En 2020, il quitte les responsabilités opérationnelles pour accompagner des jeunes entreprises françaises et consacrer davantage de temps à l’écriture ; il devient administrateur indépendant de la banque Natixis (Groupe BPCE) en 2022[réf. souhaitée].
Alors que ses fonctions l’amènent à voyager sur les cinq continents, il écrit dans les trains, les avions, les hôtels et les aéroports. En 2018, il publie son premier roman, Les Poteaux étaient carrés (Editions Finitude), salué par la presse,. Vivant alors à Londres, il fréquente assidument les stades, confirmant sa passion pour le football anglais et nourrissant une affection particulière pour le club de Liverpool et son stade mythique d' Anfield Road. Cette passion traverse son second roman, Ne plus jamais marcher seuls (Editions Finitude, 2020),. En 2022 paraît son troisième roman, D’étranges hauteurs (Editions Finitude), qui prend pour point de départ le parcours de son père au sein du Maquis de l’Oisans.

## Œuvres
- 2018, Les poteaux étaient carrés, Éditions Finitude, lauréat du Prix Révélation Littérature France Bleu 2019[14],[15]
- 2020, Ne plus jamais marcher seuls, Éditions Finitude, sélectionné pour le Grand Prix Sport et littérature 2020
- 2022, D'étranges hauteurs, Éditions Finitude[16]
- 2024, Je n'ai pas les mots, Éditions Finitude, lauréat du Prix Naissance d'une Oeuvre, décerné le 21 mai 2025 à Saint-Nicolas de Véroce (Haute-Savoie)